# Lucius Cornelius Balbus (minor)

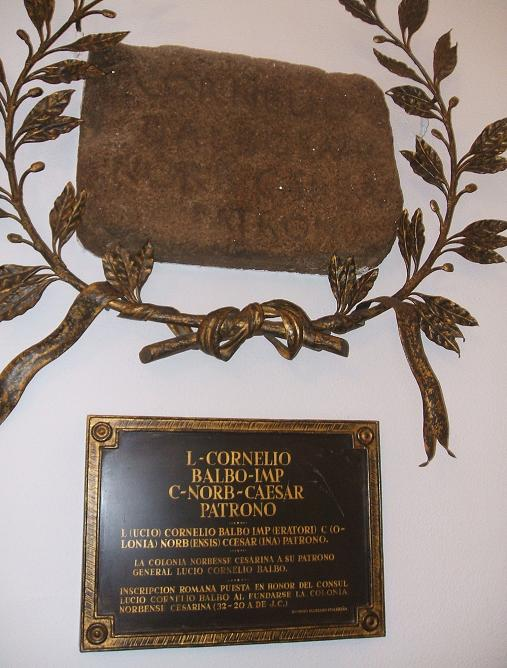
Inscriptie, met de tekst: L(ucio) Cornelio Balbo imp(eratori) / c(olonia) Norba Caesa(rina) / patrono (AE 1962, 71)

Lucius Cornelius Balbus was een Romeins militair en politicus uit de 1e eeuw v.Chr.

De toevoeging "minor" is om hem van zijn oudere oom te onderscheiden.
Balbus was net als zijn oom afkomstig uit Gades, het huidige Cádiz, in de provincie Hispania. In de jaren 70 v.Chr. verkreeg hij gelijk met zijn oom het Romeinse burgerschap. Tijdens de Romeinse Burgeroorlog diende hij onder Julius Caesar en was verantwoordelijk voor verschillende belangrijke missies. Hij vocht ook in de Alexandrijnse en Spaanse oorlogen. Als beloning voor zijn diensten werd hij toegelaten tot het college van pontifices.
In 43 v.Chr. was Balbus questor onder Asinius Pollio in Hispania Ulterior. Hier verkreeg hij een groot fortuin door plunderingen onder de lokale bevolking. In hetzelfde jaar trad hij in dienst bij Bogudes, de koning van Mauretania. Daarna verdwijnt Balbus vele jaren uit de geschiedenis, tot hij in 21 v.Chr. wordt aangesteld als proconsul voor de provincie Africa. Mogelijk raakte hij door zijn acties tijdens zijn pretorschap uit de gunst bij Augustus, maar was hij wegens zijn uitzonderlijke kwaliteiten nodig voor de post in Africa.
In 19 v.Chr. versloeg hij de Garamanten en mocht daarvoor op 27 maart van dat jaar een triomftocht in Rome te houden. Dit was pas de eerste gelegenheid dat een genaturaliseerde Romein deze grote eer kreeg en meteen ook de laatste keer voor een gewoon burger. Daarna waren het alleen nog de keizers zelf of hun familieleden die een triomftocht mochten houden. Ter gelegenheid van zijn triomf bouwde hij het naar hem genoemde Theater van Balbus in de stad, dat in bij de gelegenheid van Augustus' terugkeer uit Gallië in 13 v.Chr. werd ingewijd.
Balbus was ook actief op literair gebied. Hij schreef een toneelstuk over zijn bezoek aan Lentulus in het kamp van Pompeius in Dyrrhachium en was de auteur van een Grieks boek (Εξηγητκα) over de goden en hun verering.